# Fokker F.III
Il Fokker F.III era un aereo da trasporto passeggeri di linea monomotore, monoplano ad ala alta, sviluppato dall'allora azienda tedesca Fokker-Flugzeugwerke nei tardi anni dieci del XX secolo ma avviato alla produzione in massa dopo il trasferimento dell'azienda nei Paesi Bassi e, costruito su licenza in Germania su iniziativa di Karl Grulich, responsabile tecnico della compagnia aerea Deutsche Aero Lloyd, identificato come Fokker-Grulich F.III.
Sviluppato sulle basi del precedente F.II, del quale manteneva l'impostazione generale ma con una riorganizzazione degli spazi destinati a pilota e passeggeri, riuscì ad imporsi sul mercato dell'aviazione commerciale entrando in servizio dai primi anni venti con la compagnia aerea olandese KLM, con diverse compagnie tedesche, tra cui la Deutsche Aero Lloyd, diventata in seguito Deutsche Luft Hansa, ed altre in Danimarca e Regno di Ungheria.

## Storia del progetto
Con la conclusione della prima guerra mondiale, il cui termine avverso all'Impero tedesco comportò lo smembramento dei suoi territori e la creazione della Repubblica di Weimar, l'aviazione tedesca venne pesantemente ridimensionata come previsto dalle clausole imposte dal Trattato di Versailles. I modelli militari vennero quasi interamente distrutti ed i sopravvissuti furono smilitarizzati e, con opportune modifiche, ricondizionati per un uso esclusivamente civile, tuttavia i modelli che permettessero il trasporto di un sostanziale numero di passeggeri erano quasi inesistenti. In quest'ambito alcune aziende tedesche avviarono lo sviluppo di modelli specifici progettati fin dall'inizio per poter essere utilizzati in questo ruolo.
Anthony Fokker, proprietario della Fokker-Flugzeugwerke con sede a Schwerin, incaricò Reinhold Platz, che era a capo del suo ufficio tecnico, di progettare un modello concettualmente moderno da poter proporre alle emergenti compagnie aeree nazionali. Platz, che aveva già disegnato i caccia triplano Dr.I, il biplano D.VII ed il monoplano D.VIII, sfruttò l'esperienza acquisita nel realizzare ali strutturalmente robuste per avviare nel 1919 lo sviluppo dell'F.I, progetto poi abbandonato in favore dell'F.II che ne manteneva le caratteristiche generali: velivolo realizzato in tecnica mista, monomotore, monoplano ad ala alta a sbalzo con cabina di pilotaggio aperta, scompartimento passeggeri chiuso e carrello d'atterraggio fisso.
L'F.II fu il modello con cui si sviluppò la compagnia aerea KLM, cioè Koninklijke Luchtvaart Maatschappij (in italiano Compagnia Reale d'Aviazione), tuttavia Albert Plesman, il proprietario della KLM, benché soddisfatto del velivolo, chiese a Fokker di avviare lo sviluppo di un modello ancora più veloce e confortevole. L'F.II difatti aveva uno scompartimento chiuso per soli quattro passeggeri mentre il quinto si accomodava nell'abitacolo aperto a fianco del pilota e quindi non aveva alcuna protezione dalle intemperie. Inoltre la visuale del pilota poteva essere migliorabile.
Per ottenere ciò Platz disegnò il velivolo spostando il quinto posto all'interno della cabina passeggeri
Il prototipo venne costruito nello stabilimento di Schwerin, in Germania, e portato in volo per la prima volta il 20 novembre 1920.

## Tecnica
L'impostazione tecnica del modello, che poi verrà riproposta nell'iniziale serie di modelli civili Fokker, prevedeva una cellula che abbinava un'ala a sbalzo costruita in legno, completamente ricoperta in pannelli di compensato, dotata di alettoni che si estendevano oltre le estremità alari ad una larga fusoliera a sezione quadrata, realizzata con struttura in tubo di acciaio saldato rivestita in tela trattata, sufficiente a fornire una buona stabilità direzionale senza ricorrere a pinne addizionali. Lo scompartimento viaggiatori, dotato di cinque posti a sedere, era ricavato dietro la cabina di pilotaggio aperta monoposto destinata al solo pilota.
Il carrello era un semplice biciclo fisso costituito da un castello tubolare dotato di ruote collegate tra loro da un assale rigido ed integrato posteriormente da un pattino d'appoggio.
La propulsione era inizialmente assicurata da un motore BMW IIIa, un 6 cilindri in linea raffreddato a liquido in grado di esprimere una potenza pari a 185 PS (138 kW) che però dimostrò di avere problemi di raffreddamento. La compagnia aerea olandese KLM che fu tra i primi ad adottarlo, così come fece con il precedente F.II, lo sostituì con il britannico Armstrong Siddeley Puma da 230 hp (171 kW). Risultano comunque diverse motorizzazioni adottate, tutte comunque raffreddate a liquido ed abbinate, a seconda del propulsore, ad eliche bi e quadripala in legno a passo fisso.

## Impiego operativo
Il primo F.III consegnato alla KLM, immatricolato H-NABH, venne utilizzato per operare sulla riaperta rotta Amsterdam - Londra via Rotterdam (Aeroporto di Waalhaven) dal 14 aprile 1921, il cui volo inaugurale venne pilotato da Gordon Olley all'andata e dall'asso dell'aviazione britannico Ray Hinchliffe al ritorno.
Lo stesso giorno un secondo F.III, ai comandi del pilota tedesco Gnädig, inaugurò la rotta che univa Rotterdam ad Amsterdam proseguendo per Brema ed Amburgo. Dopo tre settimane, grazie ad un accordo commerciale stipulato con la compagnia belga SNETA (Syndicat national pour l’étude du transport aérien) e quella francese Compagnie des messageries aériennes (CMA), la KLM inaugurò la tratta Amsterdam – Rotterdam – Bruxelles – Parigi, con la particolarità che, dato che non erano stati ancora ratificati trattati di utilizzo dello spazio aereo tra Paesi bassi e Francia, i passeggeri giunti nella capitale belga, dovevano trasferirsi su un velivolo operato da SNETA o CMA per raggiungere Parigi.

## Utilizzatori
Danimarca
- Det Danske Luftfartselskab

 Germania
- Deutsche Aero Lloyd/Deutsche Luft Hansa
- Deutsche Luft-Reederei
- Deutsche Aero Luft
- Sud-deutsche Luft Hansa

[[File:
Flag of the Soviet Union (1936 – 1955).svg|class=noviewer|
Unione Sovietica (bandiera)|border|20x16px]] Germania-Unione Sovietica
- Deutsch-Russiche Luftverkehrs Gesellschaft (Deruluft)

 Paesi Bassi
- KLM

 Ungheria
- Malert

### Pubblicazioni
- (EN) THE FOKKER F III COMMERCIAL MONOPLANE 230 H.P. Siddeley-" Puma " Engine, in Flight, 26 maggio 1921.
- (EN) B. Van Der Klaauw, Forty Years of Fokker Airliners - From F.II to F.27 Friendship, in Flight, 30 dicembre 1960.